# 亦庄地区
亦庄地区是中华人民共和国北京市大兴区下辖的一个地区办事处，同时保留亦庄镇名称，其行政事务机构实行“一个机构两块牌子”的体制，地区办事处与镇政府合署办公。2000年由原大兴县亦庄乡、鹿圈乡合并而来。北京经济技术开发区主体位于境内，北京五环路和京津塘高速公路过境。

## 行政区划

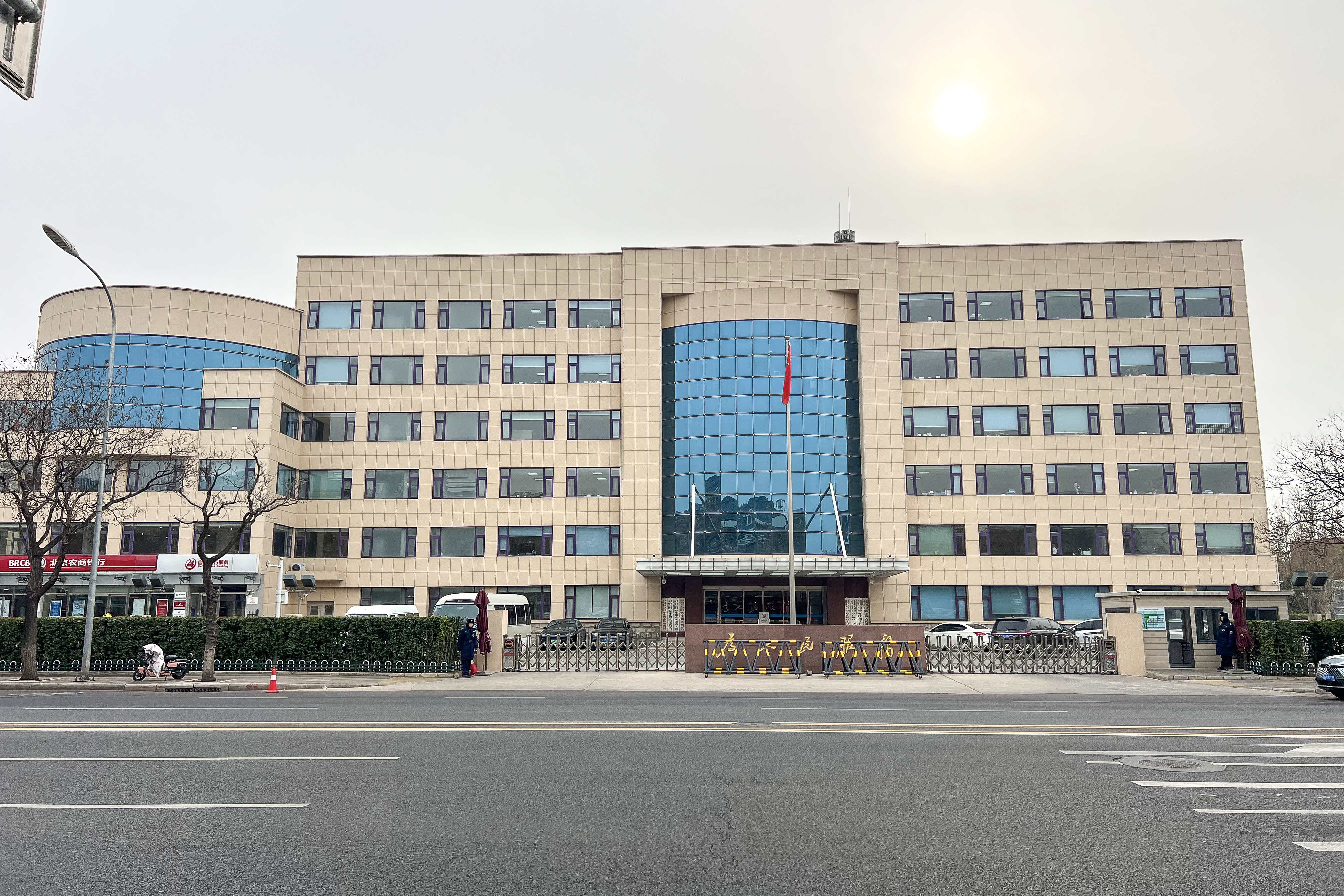
亦庄镇政府/地区办事处驻地

亦庄地区下辖以下地区：
贵园北里社区、贵园东里社区、贵园南里社区、富源里社区、泰河园社区、晓康社区、广德苑社区、贵园南里二区社区、贵园北里二区社区、鹿海园一里社区、鹿海园三里社区、晓康东里社区、星岛社区社区、三羊里社区、泰河园一里社区、泰河园七里社区、开泰东里社区、鹿圈一村、鹿圈二村、鹿圈三村、鹿圈四村和宝善庄村。

### 历史行政区划
2008年下辖以下地区：
小羊坊、大羊坊北、大羊坊南、双桥北、双桥南、碱庄北、碱庄南、大粮台、东广德庄、富源庄、娘娘庙、董场、东营子。

## 历史
清光绪二十八年（1902年），官准南海子招佃垦荒，因曾建有奕字营统领营房，定名为“奕字庄”。后隶属河北省大兴县。
中华人民共和国成立后，并入广德庄为北京市南苑区鹿圈乡的行政村。1984年5月正式建立大兴县亦庄乡人民政府。
1998年8月，北京市对南郊农场实施场、乡分离体制改革，亦庄乡与鹿圈乡等8个乡镇脱离南郊农场，直接归大兴县管辖。2003年3月亦庄乡与鹿圈乡合并为亦庄镇。